# Isidus moreli
Isidus moreli là một loài bọ cánh cứng trong họ Elateridae. Loài này được Mulsant & Rey miêu tả khoa học năm 1875.